# Zentangle

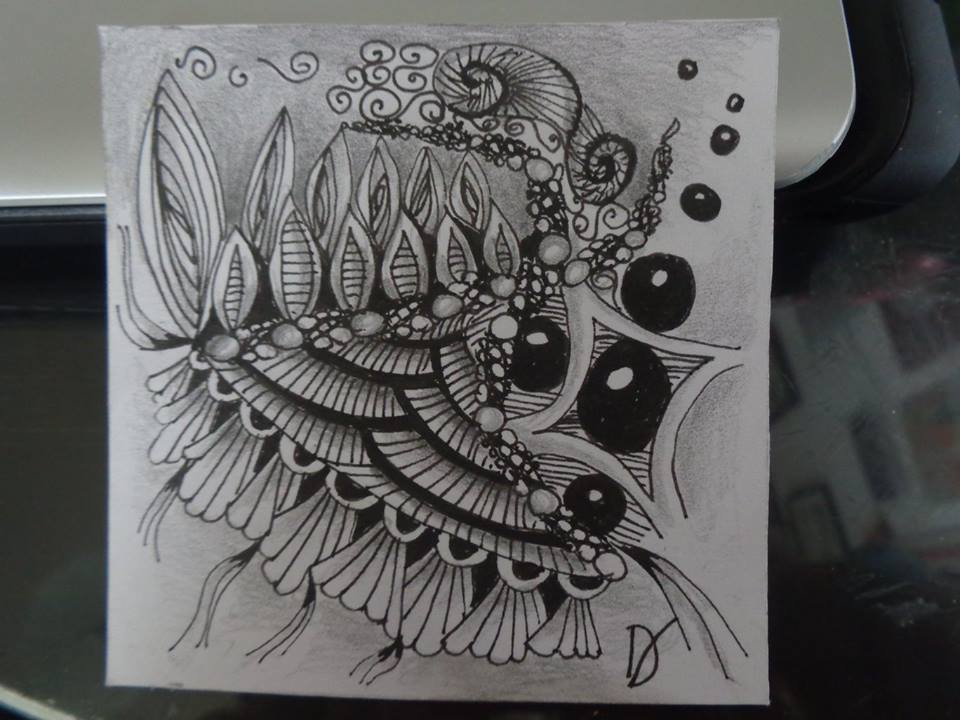
ukázka

Zentangle je relaxační kresba spojující v sobě umělecké dílo a prvky relaxační jako je uvolnění, uklidnění, zlepšení nálady. Za její objevitele jsou považování Rick Roberts a Maria Thomas.
Kresbu zentangle může realizovat každý, není třeba zvláštního výtvarného nadání. Kreslí se na čtvereček rozměru 8,9 x 8,9 cm označovaný zentanglisty jako dlaždička nebo na papír kruhového tvaru o průměru 11,4 cm. Kreslí se perem a tužkou, k efektům se využívá stínování, aura, zaoblení, jiskra, protlačení a zvětšení jako v kapce rosy.